# Antoinette Bugette
Antoinette Bugette (rozená Hobeniche; 25. dubna 1825 Vernet-la-Varenne – 3. října 1902 10. pařížský obvod) byla francouzská fotografka působící v polovině 60. let 19. století v Paříži.

## Životopis

### Mládí a rodina
Antoinette Hobeniche se narodila v roce 1825 ve Vernet-la-Varenne, jako dcera Étienna Hobeniche a Gabrielle Sabatierové. V roce 1840, v patnácti letech, se provdala za zahradníka Jeana Bugettea, v Issoire, kde se jim roku 1843 narodila dcera Marie. Jejich synové Marc Antoine a Michel se narodili v roce 1846 a 1847 v obci Clermont-Ferrand. O deset let později Jean Bugette zemřel v Paříži, kde se rodina usadila. Následující rok Marc Antony zemřel ve dvanácti letech.

### Kariéra
Stejně jako některé vdovy své doby, i Antoinette Bugette si v polovině 60. let 19. století zvolila fotografii jako způsob obživy. Založena ateliér na adrese 126, bulvár Richard-Lenoir pod názvem společnosti « Bugette a spol.», prodávala portréty ve formátu fotografické vizitky. Ale v srpnu 1865 byl na jeho dílnu prohlášen konkurz. V prosinci bylo schváleno složení pro splácení dluhů. Kolem roku 1866 by Antoinette Bugette pokračovala ve své činnosti na adrese rue de la Folie-Méricourt čp. 11. Když v srpnu 1867 ve věku 24 let zemřela její dcera Marie, plumářka, bylo na jejím úmrtním listu uvedeno „Antoinette Bugette « photographe rue Ternaux, 8». Ale v roce 1880, kdy se její syn Michel oženil v Le Havru, se stala plumářkou «fabricante de plumes pour parures».
Zemřela v říjnu 1902 ve svém pařížském domě na adrese boulevard de Strasbourg čp 1,. Stejně jako ostatní členové její rodiny je pohřbena na hřbitově Père-Lachaise pod identitou « Hobeniche Vve Bugette Antoine [sic]» v pohřební knize.